# RAMP2
RAMP2‏ (Receptor activity modifying protein 2) هوَ بروتين يُشَفر بواسطة جين RAMP2 في الإنسان.